# Richard Merrill Atkinson
Richard Merrill Atkinson (* 6. Februar 1894 in Nashville, Tennessee; † 29. April 1947 ebenda) war ein US-amerikanischer Politiker. Zwischen 1937 und 1939 vertrat er den Bundesstaat Tennessee im US-Repräsentantenhaus.

## Werdegang
Richard Atkinson besuchte die öffentlichen Schulen seiner Heimat und die Wallace University School in Nashville, die er im Jahr 1912 absolvierte. Daran schloss sich bis 1916 ein Studium an der Vanderbilt University an. Nach einem Jurastudium an der Cumberland University in Lebanon und seiner im Jahr 1917 erfolgten Zulassung als Rechtsanwalt begann er ab 1920 in Nashville in seinem neuen Beruf zu arbeiten. Dazwischen diente er zwischen 1917 und 1919 während des Ersten Weltkriegs im United States Marine Corps in Frankreich. Zwischen 1926 und 1934 war Atkinson Staatsanwalt im zehnten Gerichtsbezirk von Tennessee. Von 1931 bis 1933 fungierte er auch als Staatsbeauftragter für die Verwaltung des Great-Smoky-Mountains-Nationalparks.
Politisch war Atkinson Mitglied der Demokratischen Partei. Bei den Kongresswahlen des Jahres 1936 wurde er im fünften Wahlbezirk von Tennessee in das US-Repräsentantenhaus in Washington, D.C. gewählt, wo er am 3. Januar 1937 die Nachfolge von Joseph Byrns antrat. Da er im Jahr 1938 von seiner Partei nicht zur Wiederwahl nominiert wurde, konnte er bis zum 3. Januar 1939 nur eine Legislaturperiode im Kongress absolvieren. In dieser Zeit wurden dort weitere New-Deal-Gesetze der Bundesregierung verabschiedet.
Nach seinem Ausscheiden aus dem US-Repräsentantenhaus arbeitete Richard Atkinson wieder als Anwalt in Nashville, wo er am 29. April 1947 verstarb.